# Cremastus paulus
Cremastus paulus là một loài tò vò trong họ Ichneumonidae.